# Blemmjowie

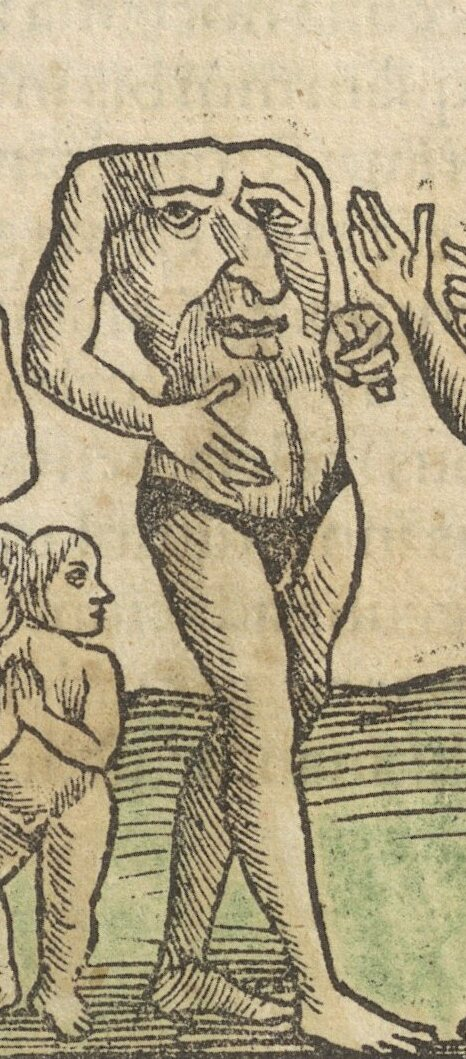
Ilustracja z Kosmografii Sebastiana Münstera z 1550 roku

Blemmjowie (łac. Blemmyæ) – mityczny ród ludzi bez głowy, z oczami, ustami i nosem na klatce piersiowej. Informacje o nich znajdują się w Historii Naturalnej Pliniusza Starszego, a także w Nowych Atenach Benedykta Chmielowskiego, choć ten ostatni autor wątpi w ich istnienie. W folklorze angielskim i dziełach Szekspira opisywani jako rasa kanibali. Bezgłowe istoty lokowano najczęściej w Afryce, a później również w Nowym Świecie. Nazwa Blemmyæ pochodzi prawdopodobnie od starożytnego nubijskiego plemienia Blemiów.

## W kulturze współczesnej
- W powieści Valerio Massimo Manfrediego "Wieża" Blemmjowie są przedstawieni jako mieszkańcy Sahary, reprezentujący złą twarz ludzkości.
- Blemmjowie występują w powieści Umberto Eco Baudolino.